# Satyrium prunoides
Satyrium prunoides is een vlinder uit de familie van de Lycaenidae. De wetenschappelijke naam van de soort werd als Thecla prunoides in 1887 gepubliceerd door Staudinger.